# Prague City Tourism

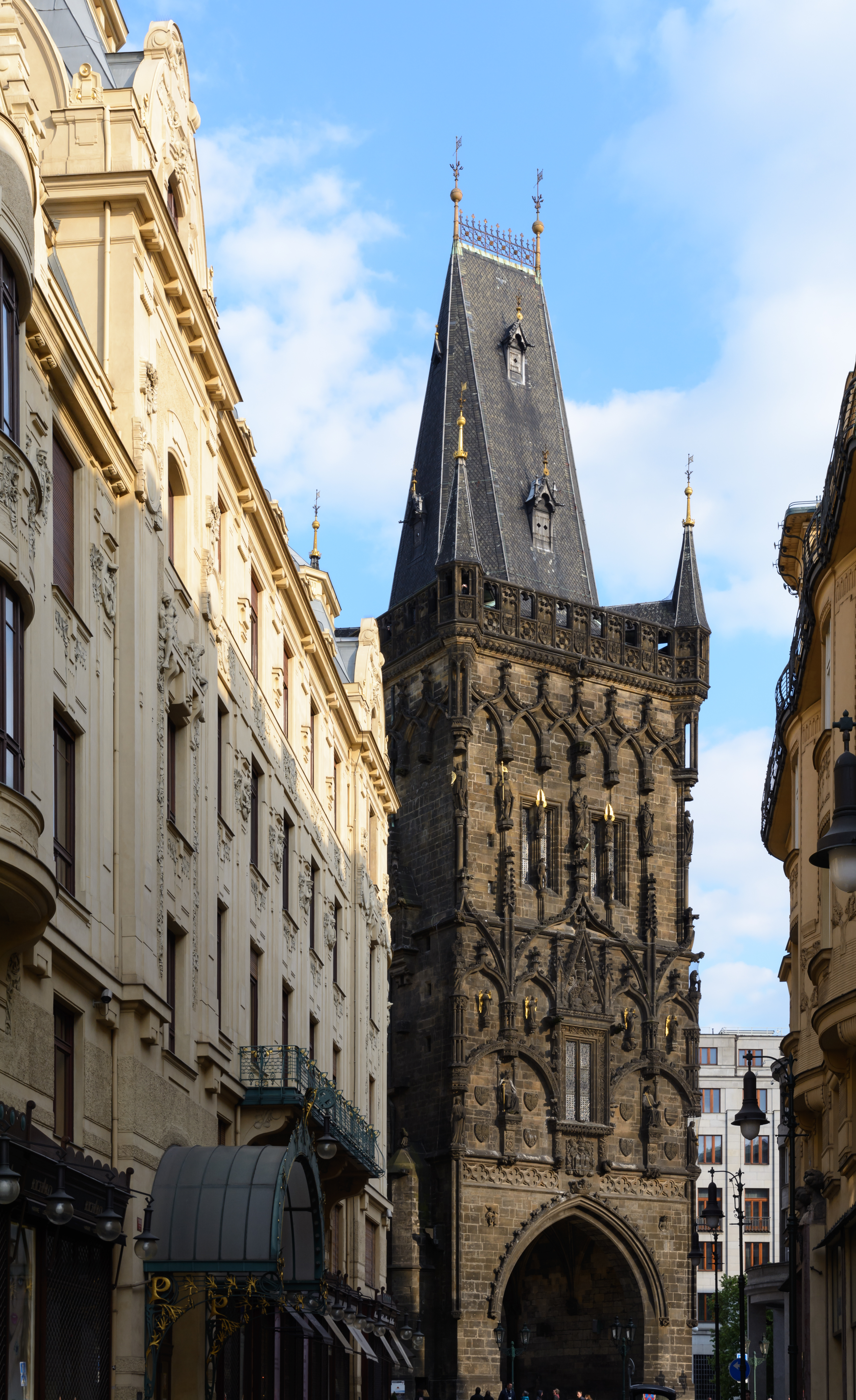
Prašnou bránu s dalšími pražskými památkami společnost spravuje od ledna 2021

Prague City Tourism, a. s. je společností 100% vlastněnou hlavním městem Praha a je oficiální organizací destinačního managementu hlavního města Prahy. Společnost byla založena 1. července 2018 a v červenci roku 2020 nahradila příspěvkovou organizaci města Pražskou informační službu.
Společnost má ve správě několik pražských památek: Petřínskou rozhlednu, Zrcadlové bludiště na Petříně, Prašnou bránu, Malostranskou mosteckou věž, Staroměstskou mosteckou věž, Staroměstskou radnici, Svatomikulášskou městskou zvonici, Novomlýnskou vodárenskou věž. Také provozuje barokní trasu v prostorách Klementina. 
Prague City Tourism také provozuje turistická informační centra a poskytuje oficiální průvodcovské služby spolu se zajištěním edukačních programů nejen pro Pražany pod značkou Pragensia viva.
Také nabízí mnoho produktů z cestovního ruchu, jako je multifunkční turistická karta Prague Visitor Pass, provozuje historickou tramvajovou linku č. 42, a také vyvíjí kultivované suvenýry, na kterých spolupracuje s lokálními tvůrci. 

## Cíle Prague City Tourism
Na podzim roku 2020 Zastupitelstvo hlavního města Prahy schválilo novou Koncepci příjezdového cestovního ruchu. Koncepce obsahuje i implementační plán s dílčími kroky, které mimo jiné Prague City Tourism realizuje. V obecném hledisku hlavními cíli nové strategie jsou:
- Vybalancovat ekonomické přínosy turismu se strategickým zájmem města a jeho obyvatel.
- Nová strategie nastavuje nový, komplexní a udržitelný přístup k problematice cestovního ruchu na území hlavního města.
- Cílem je kultivovat příjezdový cestovní ruch pro kultivovanou klientelu, která má zájmem o místní prostředí.
- Rozšířit zóny zájmu turistů o méně exponované lokality na okraji historického centra, mimo něj a o místa v okolí Prahy.
- Zlepšit image Prahy u domácích návštěvníků prostřednictvím sezonních kampaní a změnit pozici značky Praha v oblasti cestovního ruchu.
- Podpořit image destinace upozorňováním na kulturní aspekty a kvalitní nabídku (kulturní akce a místa zájmu, kvalitní gastronomie, historie, apod.).

## Prostředky marketingové komunikace
Mezi základní prostředky marketingové komunikace patří marketingové kampaně a sociální média (Facebook v českém jazyce, Facebook v anglickém jazyce, Instagram, Twitter); webové stránky Prague.eu (oficiální turistický portál); spolupráce s domácími i zahraničními médii včetně blogerů a influencerů; poskytování informací v turistických informačních centrech PCT; inzerce (outdoor, print, on-line).